# Humber
Humber je danas veliki plimni estuarij. Smjestio se na istočnoj obali sjeverne Engleske. Nastaje kod Trent Fallsa, Faxfleet, sutokom plimnih rijeka Ouse i Trenta. Odande do Sjevernog mora tvori granicu između Istočnog ridinga Yorkshirea koji je na sjevernoj obali i Lincolnshirea koji je na južnoj obali. Premda je Humber estuarij od točke gdje nastaje, brojni zemljovidi nazivaju ga rijekom Humberom (eng. River Humber). 

## Povijest
U željeznom dobu morska razina bila je niža te je Humber imao dugi vodotok slatke vode preko onog što je danas dno Sjevernog mora. 
U anglosasko doba, Humber je bio glavnom međom koja je odvajala Kraljevstvo Northumbriju od južnog kraljevstva, premda je Northumbrija na svom vrhuncu prostirala se zemljama južno od Humbera. Kraljevstvo Lindsey (Linnuis, st.eng. Lindesege) koje je danas Sjeverni Lincolnshire, bilo je dijelom Northumbrije prije nego joj ga je oduzela Mercija.
Ime Northumbria dolazi od anglosaskog Norðhymbre (množina) = "narod sjeverno od Humbera". Humber danas tvori granicu Istočnog Yorkshirea prema sjeveru te Sjevernog i Sjeveroistočnog Lincolnshirea ka jugu.
Od 1974. do 1996. područja danas znana kao Istočni riding Yorkshirea, Sjeverni Lincolnshire i Sjeveroistočni Lincolnshire tvorili su okrug Humberside.

## Vanjske poveznice
|  | Zajednički poslužitelj ima još gradiva o temi Humber |